# مملكة وسكس
مملكة وسكس (بالإنجليزية القديمة: Westseaxna rīċe، بمعنى: مملكة جنوب سكسون) هي مملكة أنجلوسكسونية في جنوب بريطانيا العظمى، منذ عام 519 حتى توحيد إنجلترا على يد أثيلستان عام 927.
اعتقد الأنجلوسكسون أن من أسس مملكة وسكس هو سيدريك وساينرك، ولكن هذا قد يكون أسطورة. يُستقى تاريخ وسكس من مصدرين أساسيين: السجلات الانجلوسكسونية وقائمة أنساب حكام سكسون الغربية، والتي تتضارب أحيانًا. أصبحت وسكس مملكةً مسيحية بعد تعميد سينوال وتوسعت المملكة تحت حكمه. غزا كايدوالا سوسكس وكينت وخليج وايت. أصدر خليفته، إيني، إحدى أقدم الأنظمة القانونية الإنجليزية الباقية حتى الآن وأنشأ أسقفية سكسون الغربية الثانية. توالى على العرش ملوك غير معروفة أنسابهم.
خلال القرن الثامن، وبعدما تعاظمت هيمنة مرسيا، نالت وسكس استقلالها. تحت حكم إيغبيرت، غُزيت كل من سوري وسوسكس وكينت وإسكس ومرسيا إلى جانب أجزاء من دومنونيا. حاز أيضًا على منطقة سيطرة الملك النورثرامبي. ومع ذلك، استعادت مرسيا استقلالها عام 830. خلال حكم خليفته، أيثلولف، وصل جيش دنماركي إلى مصب نهر التايمز، ولكنه تلقى هزيمة ساحقة. عندما استولى ابن أيثلولف، أيثلبالد، قُسمت المملكة لتجنب الحرب. ثم خلفه على العرش اخوته الثلاثة وكان أصغرهم ألفريد العظيم.
غزا الدانماركيين وسكس عام 871، واضطر ألفريد لدفع الأموال لهم لكي يغادروا. عادوا عام 876، لكنهم اضطروا للانسحاب. في عام 878، أجبروا ألفريد على الفرار إلى مستويات سومرست، لكنهم هزموا في نهاية المطاف في معركة إدينغتون. خلال فترة حكمه، أصدر ألفريد نظامًا قانونًا جديدًا، وجمع العلماء في بلاطه وتمكن من تكريس الأموال لبناء السفن، وتنظيم الجيش وإنشاء نظام من البور. استولى إدوارد بن ألفريد، على شرق ميدلاندز وشرق أنجليا من الدنماركيين وأصبح حاكمًا لمرسيا عام 918 بعد وفاة أخته، إيثلفلايد. غزا إيثلستان، ابن إدوارد نورثمباريا عام 927، وأصبحت إنجلترا مملكة موحدة لأول مرة. أنشأ كنوت العظيم، الذي غزا إنجلترا عام 1016، نظام الإيرل الثري والقوي في وسكس، ولكن في عام 1066 أعاد هارولد غودوينسون توحيد الإيرل مع التاج البريطاني ولم تعد وسكس موجودة.

## تاريخ

### خلفية
يستخدم علماء الآثار المعاصرون مصطلح ثقافة وسكس لثقافة العصر البرونزي الأوسط في هذه المنطقة (1600-1200 قبل الميلاد). قبل ألف عام، في أواخر العصر الحجري الحديث، انتهت المواقع الاحتفالية لأفيبوري وستنونهينغ في سهل ساليسبوري؛ لكن المرحلة الأخيرة من ستونهنغ حدثت في مرحلة ثقافة وسكس، في وقت مبكر من العصر البرونزي. تحتوي هذه المنطقة على العديد من الأعمال الترابية والآثار الحجرية التي نُحتت من العصر الحجري الحديث والعصر البرونزي المبكر، بما في ذلك دورست كورس، وهو عمل ترابي بطول 10 كيلومتر وعرض 100 متر، والذي كان موجهًا إلى غروب الشمس في منتصف الشتاء. رغم متابعة الزراعة والصيد خلال هذه الفترة الطويلة، لا يوجد سوى القليل من الأدلة الأثرية على المستوطنات البشرية. من العصر الحجري الحديث فصاعدًا، اجتاز طريق هارو الطريق الطباشيري السفلي من وسكس، والذي يمكن تتبعه من مارازيون في كورنوال إلى ساحل القناة الإنجليزية بالقرب من دوفر، وربما كان مرتبطًا بتجارة القصدير القديمة.
خلال الفتح الروماني الذي بدأ في القرن الأول الميلادي، أنشِئت العديد من الفيلات الريفية المرتبطة بمزارع عبر ويسيكس، جنبًا إلى جنب مع المدن الهامة في دورشيستر ووينشستر (تأتي اللاحقة شيستر- من كلمة كاسترا اللاتينية والتي تعني مخيم عسكري). بنى الرومان، أو بالأحرى الرومانيون البريطانيون، طريق رئيسي آخر دمج ويسيكس، ويمتد شرقاً من إكستر عبر دورتشستر إلى وينشستر وسيلشستر وإلى لندن. كان أوائل القرن الرابع وقتًا سلميًا في بريطانيا الرومانية. ومع ذلك، بعد توغل سابق عام 360 أوقفته القوات الرومانية، هاجم البكتيون والإسكتلنديون سور هادريان في أقصى الشمال عام 367 وهزموا الجنود المتمركزين هناك. دمروا أجزاءً كبيرة من بريطانيا وحاصروا لندن. استجاب الرومان على الفور، واستعاد الكونت ثيودوسيوس الأرض حتى الجدار بحلول عام 368.
تراجع الرومان مؤقتًا عن حكم بريطانيا بوفاة ماغنوس ماكسيموس عام 388. حاول ستيليكو استعادة السلطة الرومانية في أواخر العقد الأخير من القرن الرابع، لكنه في عام 401 سحب القوات الرومانية من بريطانيا لمحاربة القوط. قُتل اثنين من الحكام الرومان اللاحقين لبريطانيا، الذين عينتهم القوات المتبقية. أصبح قسطنطين الثالث حاكمًا، لكنه غادر بعد ذلك إلى بلاد الغال وسحب المزيد من القوات. طلب البريطانيون المساعدة بعد ذلك من هونوريوس، ولكن عندما رد في 410 قال لهم أن عليهم تولي شؤون دفاعاتهم الخاصة. في هذه المرحلة، لم يتبقى أي قوات رومانية في بريطانيا. حدث التدهور الاقتصادي بعد هذه الأحداث: انتهى تداول العملات الرومانية وتوقف استيراد العناصر من الإمبراطورية الرومانية.

### الاستيطان السكسوني
يقسم بيتر هانتر بلير في كتاب مقدمة إلى إنجلترا الأنجلوسكسونية، التقاليد المتعلقة باستيطان الأنجلوسكسون لبريطانيا إلى فئتين: الويلزية والإنجليزية. يحتوي كتاب حول خراب واحتلال بريطانيا، الذي كتبه غيلداس، على أفضل حفظ للتراث الويلزي. باختصار، ينص الكتاب على أنه بعد مغادرة الرومان، تمكن البريطانيون من الاستمرار لفترة دون أي اضطرابات كبيرة. ومع ذلك، عندما واجهوا أخيرًا الغزاة الشماليين، طلب حاكم معين غير مسمى في بريطانيا (أطلق عليه غيلداس لقب الطاغية المتغطرس) المساعدة من السكسونيين مقابل الأرض. لم يكن هناك صراعات بين البريطانيين والسكسون لفترة من الوقت، ولكن بعد نزاع حول توريد الأحكام حارب السكسون ضد البريطانيين وألحقوا أضرارًا بالغة في أجزاء من البلاد. ولكن بمرور الوقت، غادرت بعض القوات السكسونية بريطانيا. في ظل حكم أمبروسيوس أوريليانوس، هزم البريطانيون أولئك الذين بقوا. تلا ذلك صراع طويل، لم يكتسب فيه أي من الطرفين أي ميزة حاسمة حتى هزم البريطانيون السكسون في معركة مونس بادونيكوس. بعد ذلك، حدثت فترة سلمية للبريطانيين، حيث كان غيلداس يعيش في ذلك الوقت عندما كتب كتابه.
يُعد هينغيست وهورسا أحد التقاليد الإنجليزية حول وصول السكسون. عندما كتب بيدي تاريخه الكنسي عن الشعب الإنجليزي، عدل رواية غيلداس وأضاف تفاصيل أخرى، مثل أسماء المشاركين. أعطى اسم فورتيغرن للطاغية المتغطرس، وأطلق على القادة السكسون اسم هينغيست وهورسا. أضيف المزيد من التفاصيل إلى القصة في هستوريا بريتونوم (تاريخ بريطانيا)، والتي كتبها جزئيًا نينيوس. وفقًا لتاريخ بريطانيا، حارب هينغيست وهورسا الغزاة البريطانيين بشرط كسب جزيرة ثانيت. وصلت ابنة هينغيست، روينا، في وقت لاحق على متن سفينة تعزيزات، وتزوجها فورتيغرن. ومع ذلك، نشبت حرب في كينت بسبب نزاع بين ابن هينغيست وابن فورتيغرن. بعد خسارة عدة معارك، هزم السكسونيون البريطانيين أخيراً بمهاجمتهم غدراً بمجرد أن اجتمع الطرفان لعقد اجتماع. عُثر على بعض التفاصيل الإضافية لأسطورة هينغيست وهورسا في سجلات الأنجلوسكسون. بعد ذلك يحوي السجل وصول السكسون اللاحقين، بما في ذلك وصول سيدريك، مؤسس وسكس عام 495.

### المعلومات الكاملة للمراجع
- Hunter Blair، Peter؛ Keynes، Simon (2006). An introduction to Anglo-Saxon England (ط. 3. ed., repr). Cambridge: Cambridge Univ. Press. ISBN:978-0-521-53777-3. مؤرشف من الأصل في 2023-08-16.
- Yorke، Barbara (1995). Wessex in the Early Middle Ages. A&C Black. ISBN:978-0-7185-1856-1. مؤرشف من الأصل في 2023-04-08.